# Bob Bland

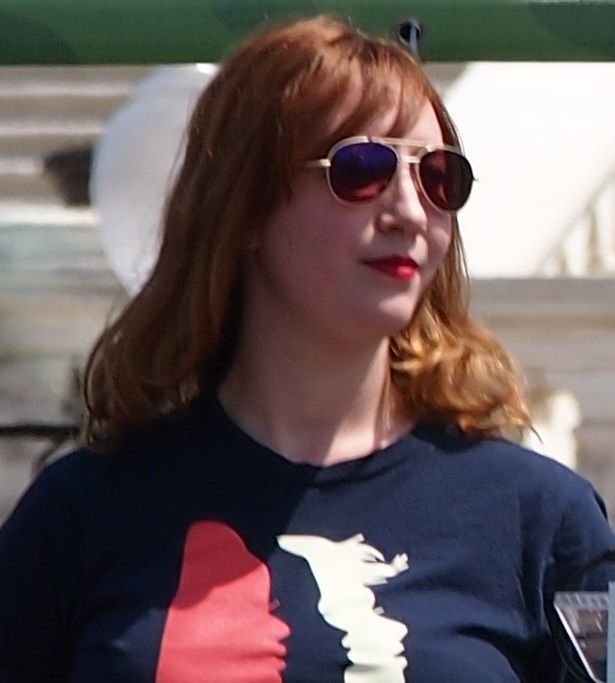
Bland beim Tax March, 2017.

Bob Bland (bürgerlich: Mari Lynn Foulger, geb. 17. Dezember 1982 in Virginia) ist eine amerikanische Aktivistin und Modedesignerin. Sie war 2017 eine der vier führenden Organisatorinnen des Women’s March on Washington.
Bland hat einen Abschluss in Modedesign vom Savannah College of Art and Design.